# Henrique Esteves da Veiga II
Henrique Esteves da Veiga, nasceu em 16-05-1521. Cavaleiro Fidalgo da Casa Real, 2º Administrador do Morgado de Molelos, senhor da honra de Molelos e Botulho, senhor da casa do Miradouro em Viseu, administrador da capela do bispo D. Gil Alma, no convento de São Domingos de Lisboa.
Licenciou-se em Cânones pela Universidade de Coimbra em 14-07-1549, onde se doutorou. Exerceu no Desembargo do Paço e fez exame em Lisboa a 23 de Abril de 1550 perante quatro desembargadores, tendo sido aprovado por todos. Foi despachado para a Guarda em 8 de Julho de 1550, onde o encontramos como provedor da comarca em 1553.
Terá ido para a Índia por volta de 1558 para desempenhar o ofício de Corregedor. Três anos mais tarde o rei fez-lhe mercê da recomendação de outros 3 anos (na Índia) com o título do desembargo, situação que não o agradou, uma vez que ambicionava pelo lugar de desembargador da Casa da Suplicação, facto que levou o bispo de Miranda a escrever ao rei uma carta de recomendação onde aponta as virtudes de Henrique Esteves da Veiga e cujo teor é o seguinte:
"Os dias passado escrevia Vossa Alteza a necessidade que havia de residir mais tempo nesta terra o Corregedor Henrique Esteves da Veiga, por quão amado e temido era nela. Escreveu Vossa Alteza ao Doutor Jerónimo Pereira de Sá, que não se achando culpas na Residência lhe desse uma carta de Vossa Alteza, em que lhe mandava estivesse outros três anos e lhe fazia mercê do título do desembargo, & como na Residência não se achou culpa, lhe deu a dita carta conforme ao que Vossa Alteza lhe mandava, e o dito Corregedor como tem bem servido, assim nesta terra como nas outras onde esteve, estava esperando por outro melhor despacho e que lhe fizera Vossa Alteza mercê do desembargo da Casa da Suplicação e não do título, e agastou-se disso. Mas Jerónimo Pereira e eu trabalhámos de o aplacar vista a necessidade que havia nesta terra de estar ele nela pelas causas que o dito Jerónimo Pereira escrevera, e assim fica a ter Vossa Alteza prover de outro Corregedor e lhe dar a ele licença para ir requerer seu despacho. Parece-me que o serviço de Vossa Alteza seria fazer-lhe mercê do desembargo, para o vir servir como servisse aqui outros três anos de Corregedor. porque é homem que tem muito boas partes e qualidades e letras e prudência para saber servir em tudo. Além de ser rico e abastado e que a necessidade não lhe há de fazer, fazer o que não deve. Prove-se a Deus que os que andam mais perto do serviço de Vossa Alteza em cargos de Justiça tivessem todos as partes que ele tem, que se fossem conhecidas não duvido se não que Vossa Alteza o mandaria chamar pera se servir dele mais perto, e porque já tenho dada esta informação a Vossa Alteza e não sei a que dará Jerónimo Pereira, a ele me remeto. Guarde nosso Senhor a Vossa Alteza por muitos e aventurados anos pera seu serviço. De Miranda XIIJ de Abril de 1561."
Teve a mercê de Desembargador da Casa da Suplicação, na Índia, por Carta Régia de 18-03-1564. Em 15-05-1566 teve alvará régio, com força de carta, para o cargo de Contador-mor dos Coutos do Reino e Casa , e finalmente a 17-01-1568 é feito Feitor da Casa da Índia e Mina, tendo sucedido no cargo ao famoso Dr. João de Barros.
Fez testamento em Lisboa, no Paço da Ribeira, aos 8-08-1575, escrito por seu primo António Henriques, que foi aprovado no mesmo dia. Manda que seja sepultado na Capela do Bispo de Coimbra, D. Gil Alma, no mosteiro de S. Domingos de Lisboa, da qual é administrador, caso não haja litigio sobre a sua posse. Havendo, que seja enterrado na Sé de Lisboa, na sepultura de seu sogro, o Licenciado Jorge Afonso (pai da 2ª mulher).
Casou primeira vez com Leonor de Ortiz, filha de Fernão de Ortiz Vilhegas, Fidalgo da Casa do rei D. João III, chantre da Sé de Viseu, cavaleiro do hábito de Cristo  e abade de Castelões. Foi quem mandou construir a Casa do Miradouro em Viseu. Era sobrinho de D. Diogo de Ortiz de Vilhegas que foi o primeiro bispo de Ceuta, Capelão Mor e testamenteiro de D. João II, bispo do Algarve e depois de Viseu. Neta paterna de Fernando Ortiz de Vilhegas e de Maria de Távora.
Casou segunda vez com Violante do Quintal , filha do Licenciado Jorge Afonso. Morreu em Lisboa, na Sé, aos 20-08-1589. Fez testamento nomeando testamenteiros o Bispo da Guarda e Tristão de Azevedo. Está sepultada na Sé de Lisboa junto ao coro. Deste casamento não houve geração.
Do casamento com Leonor Ortiz teve uma única filha: Maria da Veiga que casou com Sancho de Tovar II.